# ムートネスの法理
ムートネスの法理（ムートネスのほうり）と言うときの「ムート」及び「ムートネス」という言葉は、イギリス英語とアメリカ英語とで異なった意味を持つ。この概念は合衆国内の法域では重要であるが、ロースクール以外の場所ではあまり用いられることがない。
合衆国の法制度においては、事件に関する更なる訴訟手続が何の有効性も持たなくなったとき、または事象が法の適用範囲を超えて生じたときに、事件は「ムート」である。これによって事件は実務上の重要性を失い、または純粋に学問上のものとなる。合衆国でのこの語の発展は、模擬法廷（moot court）、すなわち法教育の一環として仮定のないしは架空の事案を議論するという慣行に由来する。これらの純粋に学問的な論争にならって、合衆国の裁判所は、状況の変化によりいかなる判断も無意味になった事件を「ムート」であると表現するようになった。この法理は、判例が形成した別の規律である「成熟性の法理」と対比することができる。後者の法理は、裁判官は全くの予測に過ぎない論争や仮定に過ぎない事実に基づく事案について判断をすべきでないと主張するものである。これと似た法理により、合衆国の連邦裁判所は勧告的意見を述べることを避けている。
これは、イギリスの法制度における語法とは異なっている。そこでは、「ムート」という用語は「未だ議論の余地のある」または「未解決の」という意味を持つ。語法の変化はまず合衆国で、それから合衆国の法学で用いられる用語が流布する地域で観察された。それゆえ、この語の意味するところがイギリスの法廷で用いられることは、あるとしてもまれなこととなっている。

## 合衆国連邦裁判所
合衆国の連邦司法制度では、連邦裁判所の管轄権には憲法上の限界があるために、ムートになった事件は却下されなければならない。その理由は、合衆国憲法第3条が全ての連邦裁判所の管轄権を「事件及び争訟」に制限していることにある。それ故、当事者の権利に影響を及ぼさないような民事訴訟又は申立は、一般に認められている例外に当たらない限り、原則として裁判所の判断の権限外にあることになる。
このような事件として教科書で引用される事例の一つが、DeFunis対Odegaard事件の連邦最高裁判所判決である。原告は、ロースクールへの入学を拒まれた学生であるが、当該事件が係属している間の仮入学を認められていた。原告は、判決が言い渡された時点において数か月内に卒業することが予定されており、ロースクールはこれを阻止し得る何らの措置もとっていなかったことから、最高裁は、この点に関する裁判は原告の権利に何らの影響も及ぼさないものと判断したのである。それゆえ、事件はムートであるとして却下された。
しかしながら、基準の源という点においても、裁判所におけるその適用という点においても、異論が存在する、裁判所や評者の中には、これは憲法上の制約であって、「事件または争訟」が存在しないのであるから、事件は必ず却下されなければならないと論じるものがある。他方で、憲法論に純化した問題設定を拒否し、いわゆる「慎重な」観点を採用して、却下すべきか否かは、特定の人がその事件で現在の利益を失ったか否か、あるいは論点それ自体が特定の人の利益を離れて存続するものであるか否か、当該状況が再発し得るものであるか否かといった、多数の要素の総合考慮によるとするものもある。実務においては、合衆国の連邦裁判所の判断が一様でないために、判決が「その場しのぎ」で「結論ありき」になっているとの非難を招いている。
ムートネスの法理には、四つの主要な例外がある。第一に、被告の側で「自発的停止」を行う事件である。第二に、二次的な又は付随的な法律効果を伴う問題がある。第三に、今のところは審査をくぐり抜けており、繰り返し起こり得る問題である。第四に、選定当事者が集団を代表することを止めてしまった集団訴訟に関連する問題である。

### 随意的停止
被告が不当な行為をしているが、訴訟が提起されようとし、あるいは実際に提起されるとこのような行いを止めてしまうというときは、裁判所はこのような是正措置のゆえに事件がムートであるとはみなさない。明らかに、当事者が事件が却下されるのに十分な期間に限って不適切な行為を止め、その後不適切な行いを再開する可能性がある場合である。例えば、地球の友社対レイドロウ環境サービス社事件において、最高裁判所は、汚染源事業者は、これに対して諸種の抑止手段としての民事制裁を追及されている場合には、汚染行為を止め、汚染の原因である工場を閉鎖したときであっても、事件がムートであると主張することができないと判示した。裁判所は、事業者がその種の工場を操業する許可を維持している限り、仮に請求に係る制裁による抑止を免れるとすれば、どこか他の場所で類似の事業を開始することになるであろうとも付言している。
もう一つの例は、既存の法に対して法律上の異議が申し立てられたが、裁判所の事件が解決される前に異議の対象とされた法が改正されるか又は廃止されるかして、裁判所が当該異議を「ムート」であるとして却下するときに生ずる。これの最近の実例は、 Moore 対 Madigan 事件で生じた。同事件では、イリノイ州法務長官である Lisa Madigan は、合衆国第七巡回区控訴裁判所がイリノイ州の拳銃携行禁止令を無効とした裁定に対し合衆国最高裁判所に上訴することを断念した。なぜなら、その後イリノイ州は、州の発行する許可証とともに人目につかないよう携行することを合法化する法律を可決したため、事件がムートとなってしまったからである。

### 二次的又は副次的な法的効果
「人生において明らかなのは、最も犯罪的な行為こそ、実際には、正反対の副次的な法的効果を必然的に伴うという事実である。これが事件になるというわずかな可能性であっても、ムートネスという辺獄で犯罪的な事件が終わってしまうという恥ずべき事態を防ぐのには十分である。」 Sibron 対ニューヨーク州事件

### 繰り返す可能性があるのに、審査をくぐり抜けている問題
裁判所は、特定の状況下で人々がしばしば直面する類型の事件であるが、司法制度がその状況に取り組むためにかかる期間中にそれらの人々が裁判所から救済を得られる地位を離れてしまいそうなときは、事件の審理を進めることを認めている。最もよく引用される例は、1973年の合衆国最高裁判所判例であるロー対ウェイド事件である。この事件は、ほとんどの状況の下で堕胎を禁止するテキサス州法が問題となった。テキサス州は、事件が審理された時点で原告のローが既に妊婦でなくなっていたために、事件はムートであると主張した。ブラックマン裁判官は、多数意見で次のとおり論じた。
266日という人間の通常の妊娠期間は余りに短いために、通常の不服申立て手続が完了する前に臨月を迎えてしまう。仮に妊娠が終われば事件はムートになるとすれば、妊娠に関する訴訟が弁論の段階を超えて係属し続けることはまずなくなり、不服審査が実質的に拒否されることになる。我が法は、そのような硬直したものであってはならない。
ローことノーマ・マコービーは中絶反対の支持者となり、2004年のマコービー対ヒル事件でロー対ウェイド事件の判決を覆そうと試みたが、事件がムートであり、原告適格がなく、出訴期間も過ぎているとして、審理手続に入ることを認められなかった。
裁判所は、事件において「繰り返す可能性があるのに、審査をくぐり抜けている」論点が提示されるときは、その事件はムートではないと判示したサザン・パシフィック・ターミナル株式会社対州際通商委員会事件判決を引用した。司法機関の全審級で生じている負担の増大におそらく対応して、最高裁判所や連邦下級裁判所は，最近、この例外をかなり狭く解釈する傾向がある。
「繰り返す可能性がある」法理に当てはまる事件は多いものの、ほとんどの状況の下で適用可能な審査手順が存在するために、ムートネスの宣告の例外がこうした事件に適用されることはない。メンフィス電気ガス水道局対 Craft 事件 436 U. S. 1, 8–9 (1978) において、裁判所は、損害賠償を求める請求に係る事件はムートネスとはならないと付言した。

### 集団訴訟の選定当事者
訴えが集団訴訟として提起され、指名された一人の原告が実際には他の多数人の利益を代表することになるという場合においては、指名された原告が救済を追求している集団に所属しなくなったときであっても、事件はムートとはならない。 Sosna 対アイオワ州事件 419 U. S. 393 (1975) において、原告は、アイオワ州の裁判所で離婚を請求するには1年以上州内に定住していることを要するとする同州法の効力を争う集団を代表していた。最高裁判所は、原告が他州で離婚を成立させたとしても、原告代理人は集団の他の成員の利益を増進する権限を維持することができると判示した。

## 合衆国州裁判所
合衆国の州裁判所は、その管轄権に関して第3条の制約に服さず、一部の裁判所は、地域の憲法及び法律によって、判例を確立することが望ましい場合にはムートの事件について意見を述べることを許されている。 州裁判所は、ムートネスの法理に対する例外を確立することもできる。例えば、一部の州裁判所においては、被告が免責された後に検事局が上訴を申し立てることができる。二重の危険の法理があるために、上訴審は無罪の評決を破棄することはできないが、事実審が弁論の中で特定の論点に関して示した判断に誤りがあるか否かに関して判断を示すことはできる。この意見は、そのときからその州の裁判所によって審理される将来の事件を拘束することになる。
合衆国の一部の州裁判所は、連邦裁判所や他州の裁判所からの調査共助 (certified question) をも受け付けている。この手続の下では、州裁判所は、当該裁判所に現に係属していない事件に関し、州法の内容を明確にし又は最新の内容を提供する目的で、意見を述べることができる。

## 合衆国以外
合衆国憲法による制約はないが、カナダでは、訴訟経済と立法当局及び執行当局との礼譲を考慮すると、仮定の議論について判断することは立法と同等であるため、ムートとされる事件を却下する裁判をすることを正当化できると考えられている。裁判所は、対審構造の下での弁護活動の有効性と、仮定的な憲法違反が頻発する可能性とを考慮しているのである。もっとも、連邦政府及び州政府は、対応する最上級の裁判所に対し、仮定的な設定における勧告的意見を諮問することができる（意見照会）。

## ムートポイント
「ムートポイント」という熟語は、アメリカ英語では議論の題材として無意味になった問題を指して言うのに対して、イギリス英語では、論ずべき問題を指していう。moot という単語はあまり使われるものではないために、また発音次第では moot と mute とが同音異義語になるために、「ムートポイント」が誤って「無音点 mute point」と表記されることもある。

## 参考記事
- 模擬裁判
- 法は些事を顧みぬ。